# Colonne anali

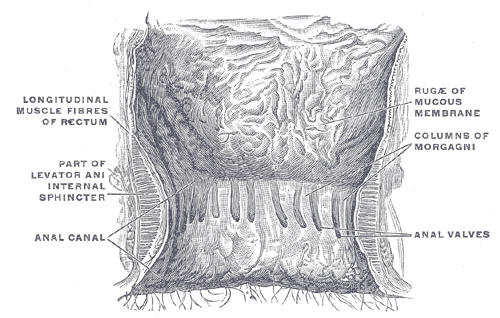
La parte interna del canale anale mostra le colonne anali

Le colonne anali  chiamate anche colonne rettali o colonne rettali del Morgagni costituiscono le pieghe longitudinali del canale anale.

## Caratteristiche
Si trovano nel canale anale chirurgico (nella parte superiore) e sono molto vascolarizzate (ovvero contengono un forte passaggio di sangue). Alla loro costituzione partecipa infatti il plesso emorroidale profondo. Esse sono numerose e si ritrovano a distanza ravvicinata.